# Karlburg

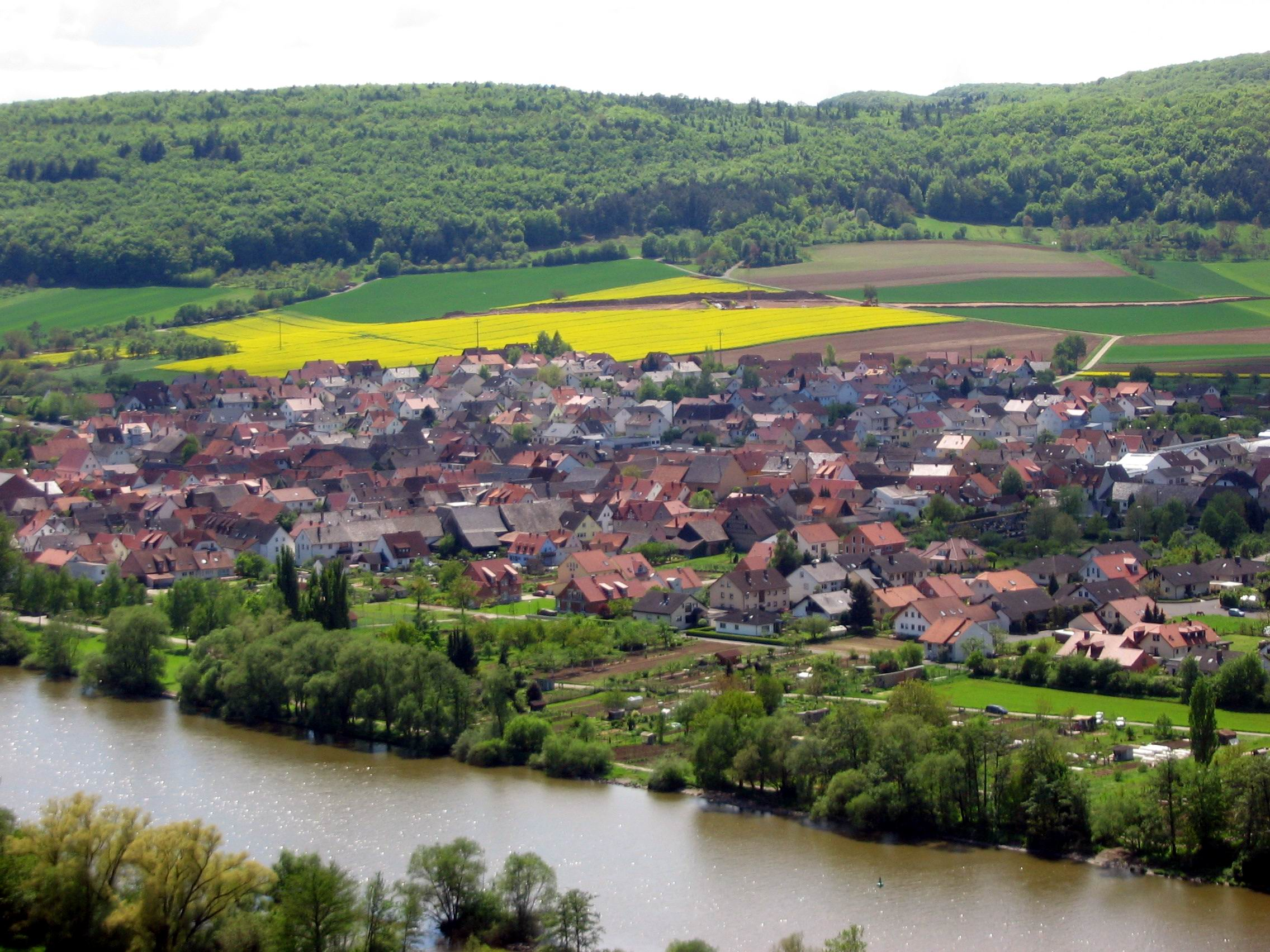
Das Karlburger Tal im Mai 2005

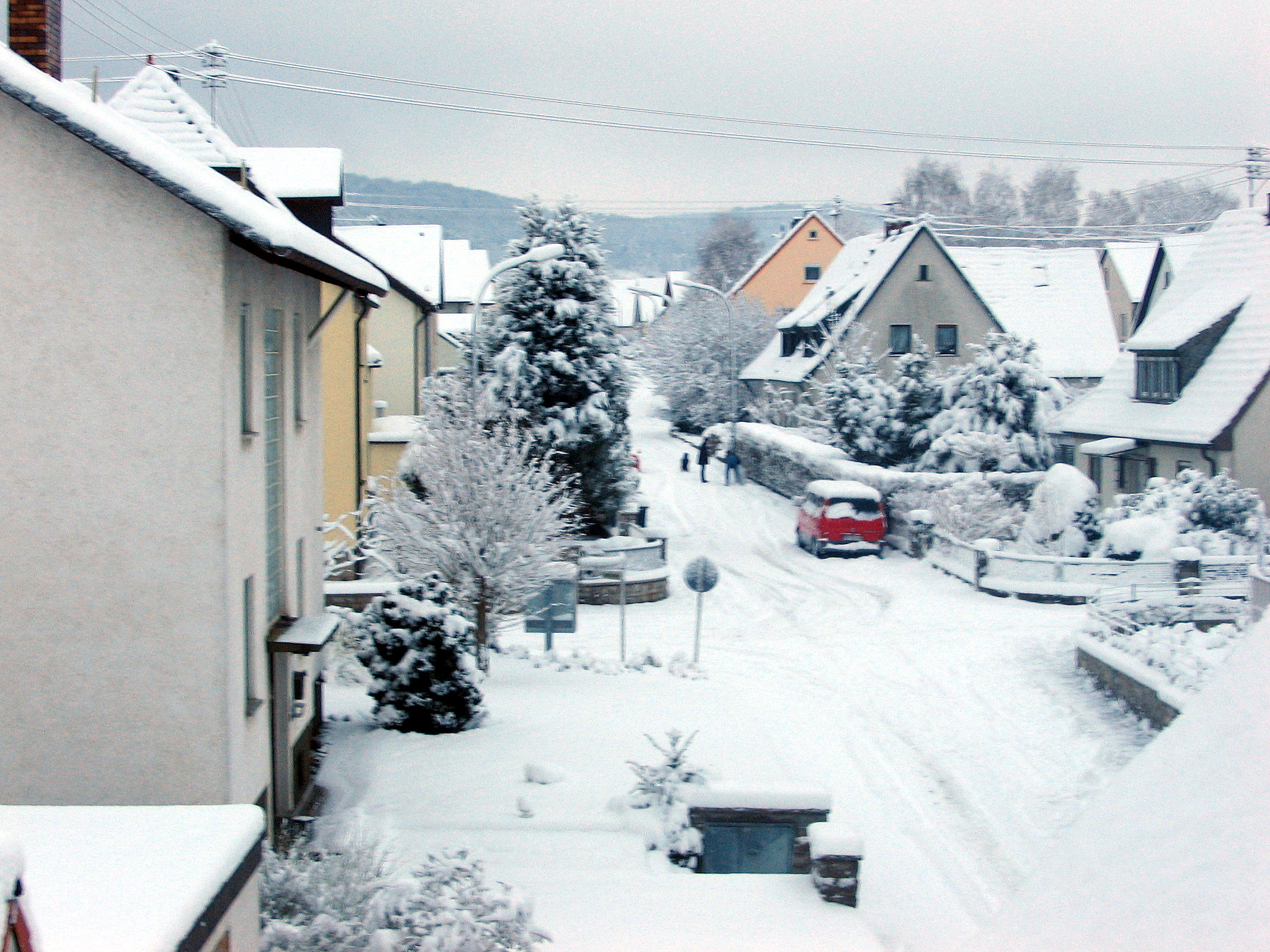
Karlburg am frühen Abend des 3. März 2006

Karlburg (unterfränkisch: Kalleberch) ist ein Gemeindeteil der Kreisstadt Karlstadt im unterfränkischen Landkreis Main-Spessart in Bayern. Das Pfarrdorf hat seinen dörflichen Charakter bis heute bewahrt und liegt gegenüber der Stadt am linken Flussufer nördlich der Karlsburg. Weitaus größere Bedeutung hatte Karlburg jedoch im frühen und hohen Mittelalter. Einer Sage nach sollen hier sogar Karl Martell und dessen Enkel Karl der Große geboren worden sein.

## Lage und topographische Situation
Es handelt sich um eine sehr verkehrsgünstige und ‑bestimmende Lage im fränkischen Altsiedelland. Das Maintal weitet sich dort zu einem flachen, nach Westen hin ansteigenden Kessel. Entlang des Mains sowie in West-Ost-Richtung verliefen wichtige Straßen bzw. Altstraßen zu den Zentren des fränkisch-karolingischen Reiches. Sie kreuzten den Fluss in zwei, rund zwei Kilometer voneinander entfernten Furten. Der Komplex von Burg und Siedlung bildete die letzte Station auf dem Weg mainaufwärts nach Würzburg zum Marienberg, dem ehemaligen Sitz des Herzogs Heden und Bischofsstadt seit 742. Ebenfalls eine Tagesreise entfernt liegen flussabwärts das Kloster Neustadt am Main und in nördlicher Richtung Hammelburg. Dies zeigt die wichtige Position Karlburgs auf dem Weg durch das damalige Ostfranken.
Die zur Karlsburg gehörende Siedlung lag unterhalb des Bergsporns, weniger als einen Kilometer entfernt, im Tal an einer der beiden Furten. Ausgrabungen und Luftbilder zeigten, dass die früh- und hochmittelalterliche Siedlung wesentlich größer war als der heutige Ort Karlburg. Sie erstreckte sich in nördlicher und vor allem südlicher Richtung auf einem flachen, hochwasserfreien Geländerücken entlang des Mainufers auf etwa 1,4 Kilometer Länge und durchschnittlich 130 Meter Breite (maximal 200 Meter) und nahm eine Fläche von circa 20 Hektar ein. Der Bereich des heutigen Ortes bildete das Zentrum mit dem Marienkloster und den Schiffsanlegestellen, wie archivalische Untersuchungen, historische und archäologische Forschungen ergaben. Topographisch zeichnet er sich durch eine Geländeerhebung und die Lage an der ehemaligen Mainfurt aus.

## Die archäologischen Geländeprospektionen und die Ausgrabungen seit 1989
Ab 1986 machte die Archäologische Arbeitsgruppe Karlstadt erstmals auf reiche früh- und hochmittelalterliche Funde aufmerksam, die sie bei planmäßigen Geländeprospektionen bergen konnte.
Eine erste kleinere Notgrabung wurde wegen der Erweiterung des Schützenhauses bereits im Frühjahr 1990 notwendig. 1991/92 wurde eine präventive Testgrabung im Vorfeld geplanter Bebauungsmaßnahmen südlich des heutigen Ortes in der „Flur In der Au“ durchgeführt. 1993/94 konnten nach Abriss eines Gebäudes erstmals Ausgrabungen im Ortskern vorgenommen werden. Die 30 mal 14 m große Grabungsfläche, die unmittelbar an die Kirche St. Johannes anschloss, lieferte in erster Linie Hinweise zur hoch- und spätmittelalterlichen Bebauung. 1994 kam es außerdem zu zwei kleineren Baubeobachtungen in der nördlich gelegenen Flur „Krautgarten“ und im Zentrum des Siedlungsbereiches. 1996/97 wurde am Nordrand des heutigen Dorfes die rund ein Hektar große Fläche für ein Neubaugebiet untersucht.
Durch den Bau einer Umgehungsstraße mit neuer Mainbrücke wurden 2002 erneut großflächige Rettungsgrabungen südlich des Stadtteils Karlburg notwendig. Von April 2002 bis Mai 2003 untersuchten Mitarbeiter der Außenstelle Würzburg des Bayerischen Landesamtes für Denkmalpflege einen Streifen von etwa 135 m Länge und 12 m Breite in der zukünftigen Straßentrasse. Sie wurden von vielen freiwilligen Grabungshelfern und ‑helferinnen aus dem weiteren Umland Karlstadts und Studierenden des Bereichs für Ur- und Frühgeschichte der Friedrich-Schiller-Universität Jena unterstützt.
Die bisherigen Ausgrabungen erfassten jedoch nur einen kleinen Ausschnitt der villa. Mit den Rettungsgrabungen 2002/03 sind bisher lediglich rund zehn Prozent von mindestens zehn Hektar potentiell erforschbarer Siedlungsfläche untersucht.
Ergebnisse dieser Ausgrabungen wurden vom 12. August bis 16. November 2008 in der Ausstellung „Eine Welt in Bewegung – Unterwegs zu Zentren des Mittelalters“ in den Mainfränkischen Museen in Würzburg gezeigt. Dies war eine Gemeinschaftsausstellung über die beiden, im Mittelalter wichtigen, Orte Karlburg und Ballhorn bei Paderborn.

## Geschichte

### Vorgeschichte, Kaiser- und Völkerwanderungszeit
Insbesondere die am Heidenrain und Gnockenweg entdeckten Bodenfunde sowie einige jungsteinzeitliche Hügelgräber weisen auf die sehr frühe Besiedlung des Karlburger Tals hin.
In der Nähe der Karlsburg wurden sogar vereinzelte Funde aus der Alt- und Mittelsteinzeit gemacht. In der Nähe des heutigen Dorfes wurden des Weiteren Hügelgräber aus der Bronzezeit um 1000 v. Chr. gefunden.
Viele Gegenstände der frühen Eisenzeit wurden im Karlburger Tal nördlich des Friedhofs sowie in der weiter südlich gelegenen Au freigelegt. Sie bestätigen die keltische Besiedlung des Karlburger Tals. Neben auf nahezu allen Flächen auftretenden vorgeschichtlichen Funden aus der Bronze- und Eisenzeit ist besonders auf kaiser- und völkerwanderungszeitliche Funde aus dem Nordbereich der Siedlung hinzuweisen. Der Umfang der frühgeschichtlichen Besiedlung und deren Bedeutung für die Entstehung und Entwicklung des Karlburger Siedlungskomplexes können jedoch noch nicht genau bestimmt werden.

### Bedeutung der Siedlung im Früh- und Hochmittelalter
Mit langjährigen archäologischen Forschungen in Karlburg war es erstmals in Unterfranken möglich, Strukturelemente eines Königshofes zumindest zum Teil archäologisch zu erfassen. Hier existierte ein Komplex von Höhenburg, Talsiedlung und Kloster. Die Siedlung gewährleistete die Versorgung der politisch bedeutenden Burg, die im Gegenzug dem Marienkloster und der Siedlung Schutz bot.
Die ungewöhnlich große Talsiedlung zeigt eine kontinuierliche Besiedlung vom ausgehenden 6. Jahrhundert bis zur Mitte des 13. Jahrhunderts. In ihr bestanden ein Kloster, Hafenanlagen, ein handwerklich-gewerblich genutztes Areal mit Grubenhäusern im östlichen Teil und ein Bereich mit ebenerdiger Pfostenbebauung als Wohnhäuser oder Ställe bzw. Scheunen westlich davon. Damit war sie weit mehr als nur eine „ins Tal verlagerte Vorburg“ oder ein reiner Wirtschaftshof. Es handelte sich um einen überregional bedeutenden Zentralort bzw. Handels- und Umschlagsplatz, der durchaus Vergleiche mit frühstädtischen Anlagen bzw. Entwicklungen im frühmittelalterlichen Ostseebereich, bei westfränkischen Klöstern oder karolingisch-ottonischen Königshöfen und Pfalzen zulässt.

### Späte Merowingerzeit
Die Grabung westlich der Pfarrkirche in den Jahren 1993/94 erbrachte einzelne Keramikfunde aus dem Ende des 6. Jahrhunderts. Danach handelt es sich hier um den ältesten bisher nachgewiesenen Siedlungskern. Bebaut war das Gebiet mit Sicherheit im 7. Jahrhundert.
Funde dieser Zeit liegen auch aus Grabungen und Prospektionen in den nördlich und südlich anschließenden Flächen vor und belegen die intensive Nutzung des Geländes.
In der südöstlichen, zum Main hin gelegenen Fläche bestand ein hauptsächlich handwerklich genutztes Areal, wie Halbfabrikate, Werkzeuge, Gussformen, Schlacken und zwei Grubenhäuser anzeigen. Dagegen wurden im Westteil eher Siedlungs- und Pfostengruben angetroffen, die auf eine ebenerdige Bebauung mit Ställen, Speichern, Scheunen und Wohngebäuden hinweisen. Diese zunächst nur in einem kleinen Grabungsausschnitt belegte Funktionstrennung blieb auch in den späteren Nutzungsperioden bestehen. Die gleiche Unterscheidung in zwei verschieden genutzte Bereiche hat offenbar auch im nördlichen Bereich der villa bestanden.

### Karolingerzeit
Die erste Erwähnung von Karlburg 742 steht im direkten Zusammenhang mit der Gründung des Bistums Würzburg. Der karolingische Hausmeier Karlmann schenkte dem von Bonifatius begründeten Bistum neben 25 königlichen Eigenkirchen auch ein Marienkloster mit zugehörenden Gütern und Rechten in der villa Karloburgo, wovon drei spätere Bestätigungsurkunden berichten. In einer zweiten Schenkung im selben Kontext übergab König Pippin der Jüngere 751/53 dem ersten Würzburger Bischof Burkard Burg und Königshof mit zugehörigem Fiskalbezirk und allen daraus zu beziehenden Einkünften (castellum ... Karloburg ... cum fisco regali). Spätestens in der Mitte des 8. Jahrhunderts bestand damit ein Zentralort mit Befestigung, Königshof und einem Kloster, der zunächst in königlicher Hand beziehungsweise der karolingischen Hausmeier war und erst danach an das Bistum übergeben wurde. Die historischen Nachrichten kennzeichnen Karlburg als einen wichtigen Zentralort in der frühmittelalterlichen Landesgeschichte Mainfrankens. In dem von Würzburg nach Karlburg verlegten kleinen Marienkloster (monasterium in honore sanctae Mariae) lebte und wirkte die schon in Würzburg ab 700 als Äbtissin tätige Immina, die Tochter des letzten in Würzburg residierenden thüringischen Herzogs (dux) Heden des Jüngeren. Nach ihrem Tod im Jahr 750 wurde sie in der Klosterkirche bestattet, die der Legende zufolge bereits die heilige Gertrud von Nivelles (626–659) gegründet haben soll (Passio sancti Kiliani maior, 9. Jahrhundert und Vita sancti Burkardi, 12. Jahrhundert).
Danach schweigen die schriftlichen Quellen für lange Zeit. 1133 ist erstmals ein Heinrich als noster ministerialis de Karlburg belegt; bis 1245 werden weitere fünf Ministeriale de Karlburg genannt. Um 1200 wurde auf der gegenüberliegenden Mainseite die Stadt Karlstadt von Bischof Konrad von Querfurt (1198–1202) gegründet. Gleichzeitig setzte ein Bedeutungsverlust der alten Siedlung gegenüber der neuen Gründung ein. Während der Rienecker Fehde, einer Auseinandersetzung zwischen dem Hochstift Würzburg und den Grafen von Rieneck, einem örtlichen Adelsgeschlecht, wurde die Talsiedlung im Jahr 1236 zerstört. Das 741/42 an das Bistum Würzburg geschenkte Marienkloster wird aufgrund von archivalischen Quellen, anzunehmender Ortskonstanz der sakralen Anlagen und archäologischen Anhaltspunkten auf einer Fläche von 150 × 45–80 m zwischen der heutigen Pfarrkirche, die seit 1133 belegt ist, und dem Südostrand der spätmittelalterlichen Ortsbebauung vermutet. Der engere Klosterbereich lag nicht in der 1993 untersuchten Fläche, ist jedoch nicht weit davon entfernt zu suchen. Dies verdeutlichen besonders Lesefunde aus dem südwestlichen und südlichen Umfeld dieses Areals, die klösterliches Leben und eine zugehörige Klosterschule anzeigen: das Fragment einer 15 mm dicken, allseitig geschliffenen Porphyrit-Platte mittelmeerischer Herkunft, vermutlich Teil eines Tragaltars; ein vergoldeter Zierbesatz aus Bronze mit dreipassförmigem Flechtbandmuster und roten Glaseinlagen, der möglicherweise zu einem Reliquiar oder einem Codex-Einband gehörte, und ein Kammfragment mit flüchtig eingeritzten lateinischen Buchstaben.
Aufgrund von Karten des 19. Jahrhunderts wird außerdem angenommen, dass bereits in karolingischer Zeit Schiffsanlegestellen östlich der Kernsiedlung bestanden haben. Hier wurde vermutlich eine künstliche Bucht als Hafen mit einer Ausdehnung von 400 × 75 m angelegt. Ein archäologischer Nachweis steht jedoch noch aus.

### Ottonisch-frühsalische Zeit
In der durch verschiedene Adelsfehden geprägten Zeit blieben die Verhältnisse nach den archäologischen Ergebnissen weitgehend unverändert. Ob das Kloster im Kernbereich noch existierte, ist ungewiss. Mit recht hoher Sicherheit erfolgte in dieser unruhigen Zeit die Befestigung des sechs Hektar großen zentralen Bereiches im heutigen Ortskern. Vermutlich zeitgleich zur Anlage der zweiten Befestigung auf der Burg hob man hier einen 7–8 m breiten und 3 m tiefen Spitzgraben aus, ergänzt vielleicht durch einen analogen einfachen geschütteten Erdwall.

### Salisch-staufische Zeit
Es erfolgte eine grundlegende Änderung der Siedlungsstruktur. Im Kernbereich, nur 1,50 m westlich der heutigen Kirche, wurde in der Zeit um 1100 eine kleine Burg mit steinernem Wohnturm errichtet. Der Wohnturm mit einer rechteckigen Grundfläche von 11,90 × 10,30 m war von einem 3 m breiten und ca. 2 m tiefen Graben umgeben. Neben dem Steinbau existierten mindestens noch zwei weitere Holzgebäude, außerdem Grubenhäuser und anderes mehr. Bei dieser Burg handelt es sich mit größter Wahrscheinlichkeit um den Sitz des 1133 erstmals genannten noster ministerialis de Karlburg, das heißt um eine kleine Ministerialenburg.
In den Außenbereichen der villa gingen Nutzung und Bebauung weiter, jedoch ist für den westlichen Bereich bereits eine Reduzierung der Funde und Befunde und damit des genutzten Siedlungsareals festzustellen. Die Besiedlung des gesamten Geländes endete nach Ausweis der Funde in der ersten Hälfte des 13. Jahrhunderts. Ein Brandhorizont in dem jüngsten Grubenhaus zeigt ein gewaltsames Ende an. Hier deckt sich der Befund mit der schriftlichen Überlieferung, wonach Karlburg in der Rienecker Fehde 1236 zerstört worden ist. Danach wurde die Siedlung nur im Kernbereich in reduziertem Umfang und auf quadratischer, rechtwinkliger Anlage wiederaufgebaut. Die südlich und nördlich des heutigen Dorfes gelegenen Flächen wurden aufgegeben, etwa die Hälfte der ehemaligen Siedlungsfläche fiel damit wüst. Der Bedeutungsverlust liegt zum einen in der vorausgegangenen Zerstörung begründet, zum anderen hatte sich der Siedlungsschwerpunkt bereits mit der Gründung der Stadt Karlstadt um 1200 allmählich auf das rechtsmainische Ufer verlagert.

### Die Funktion der Siedlung und ihr Verhältnis zur Burg
Die Funktion der Siedlung bestand in der Versorgung der Burginsassen mit tierischen und pflanzlichen Nahrungsmitteln und Produkten des täglichen Bedarfs (Textilien, handwerkliche Produkte aus Metall und Bein etc.) sowie wahrscheinlich auch der Stellung von Baumaterial und Arbeitskräften für die Baumaßnahmen in der Burg. Interessante Schlüsse erlaubten unter anderem die Analyse der Tierknochen, nach der in der Burg ein höherer Anteil an Jagdtieren verzehrt wurde als im Tal. Die Burginsassen besaßen einen höheren sozialen Rang und damit Zeit, Recht und Mittel, der Jagd nachzugehen. Ihre gehobene Stellung zeigen auch die übrigen Ernährungsgewohnheiten.
Allerdings belegen einige Funde, wie besonders qualitätvolle metallene Einzelstücke, und die Schriftquellen bereits mit Beginn des 7. Jahrhunderts die Anwesenheit einer sozial höhergestellten Personengruppe auch in der Talsiedlung. Ihre Verbindungen reichten bis in das Rheingebiet, Friesland und darüber hinaus.

### Neuzeit
Nach anfänglicher Unentschlossenheit schließen sich die Karlstädter Bürger mitsamt dem Rate der Stadt den Rebellen vom Taubertal im Bauernkrieg 1525 an. Sie bekamen von den Heidingsfelder Rebellenführern den Auftrag, die Karlsburg zu zerstören, was in der zweiten Maihälfte des Jahres 1525 geschah.
Im Jahre 1609 tritt in Karlburg die Pest auf, der erneute Ausbruch der Seuche in Karlburg im Jahre 1609 forderte 44 Menschenleben; im Jahr darauf weitere 31. 1611 sterben im Spätsommer innerhalb von 8 Wochen erneut 17 Menschen aufgrund der Seuche.
In der Folgezeit kommt es immer wieder zu kleineren Ausbrüchen, wie 1627/28, als 9 Tote zu beklagen waren sowie 1632, als es 4 Pesttote gab.
1631 wird im Dreißigjährigen Krieg der Nachbarort, die Stadt Karlstadt, von schwedischen Einheiten besetzt. Die Schweden forderten immer höhere Abgaben an Brot, Wein und Geld.
Nach dem kalten Winter 1783/84 mit langen Frostperioden kam es am 29. Februar 1784 nach einem Warmluftvorstoß zu dem gewaltigen Hochwasser 1784 in ganz Mitteleuropa. So waren auch am Main rekordverdächtige Pegelstände beobachtet worden, wie sie im Mittel nur alle 300 bis 500 Jahre vorkommen. An vielen Gebäuden, auch an einer Gaststätte in Karlburg, ist der Höchststand des Februarhochwassers 1784 eingraviert. Das Dorf selber war zu einem großen Teil unter Wasser; die Bewohner der tiefer gelegenen Gassen wurden bei den Bürgern der höher liegenden Gassen einquartiert.
Im Deutschen Krieg 1866 zwischen Preußen und Österreich mussten bayerische Truppen des siebten Infanterie-Regiments, welche auf Seiten der Habsburger Monarchie kämpften, in Karlburg versorgt werden. Nach dem Waffenstillstand im Juli 1866, drei Wochen nach der entscheidenden Schlacht bei Königgrätz, mussten nun die siegreichen Preußen und ihre Verbündete im Dorf verpflegt werden wie von August bis Dezember 842 Mann des mit Preußen kämpfenden rheinischen Infanterieregiments 25. Als Entschädigung erhielt die Gemeindeverwaltung 2499 Gulden und 54 1/2 Kreuzer.

### Erster Weltkrieg
Im 20. Jahrhundert erging es den Menschen auf dem Lande im Vergleich zur Stadtbevölkerung nahrungstechnisch weniger schlimm, auch wenn der Mangel am Nötigsten hier ebenfalls groß war.
Im Kriegsjahr 1914 müssen am 1. August, dem Tag der Mobilmachung, junge Männer aus Karlburg einrücken. Doch glaubte man wie in weiten Teilen des Deutschen Kaiserreichs an einen schnellen Sieg à la 1870/71. Doch die patriotische Kriegsbegeisterung – auf dem Land oftmals weniger ausgeprägt als in den Großstädten wich schnell. Bis zum Ende des Jahres 1914 waren sieben Gefallene aus Karlburg zu beklagen.
In den darauffolgenden Jahren war nichts mehr von Begeisterung im Dorf zu spüren. 1915 gab es elf Tote, 1916 nochmals sechs. Die Einwohnerzahl des Dorfes sank von 886 im Jahre 1910 auf 849 Ende 1916. Im Jahre 1917 wurden die Kirchenglocken für die Kriegsindustrie weggebracht und eingeschmolzen. Zudem gab es sieben Tote zu beklagen, 1918 sechs, die Gesamtzahl der gefallenen Soldaten beträgt somit 37.

### Zwischenkriegszeit
Auch die ländliche Gemeinde Karlburg hatte mit den Konsequenzen des wirtschaftlichen Bergabs – ausgelöst durch die weltweite Wirtschaftskrise – zu kämpfen. So mussten die örtlichen Behörden viele Bürger, die ihre Strom- oder Wasserrechnungen nicht bezahlen konnten, mahnen und sogar mit dem Abstellen der Wasserleitung drohen. Im Spätherbst 1931 nahm die Gemeinde Karlburg aufgrund von Zahlungsschwierigkeiten sogar Anleihen von Privatleuten auf. Im Februar 1932 wurde das Gehalt von Gemeindebediensteten gekürzt; der Bürgermeister verzichtete sogar freiwillig auf 10 % seiner Entschädigung.
Ab Februar 1930 musste ein so genannter „Ortsfürsorgeausschuss“ entscheiden, wer Hilfe von der Gemeinde erhalten darf. Den Erwerbslosen wurde von diesem Gremium u. a. das Angebot gemacht, für 40 Pfennig in der Stunde im Gemeindewald zu arbeiten.
Bei den Reichstagswahlen am 5. März 1933 wurde in Karlburg folgendermaßen abgestimmt:
- NSDAP: 254 Stimmen
- BVP: 88 Stimmen
- SPD: 11 Stimmen
- KPD: 50 Stimmen

### Zweiter Weltkrieg
Im Herbst 1936 wurden in zwei Nächten Luftschutzübungen durchgeführt. Die Wiederaufrüstung des Deutschen Reiches war in vollem Gange.
Kurz vor dem Überfall auf Polen wurden erste Soldaten aus Karlburg für den Heeresdienst rekrutiert. Nach der Kriegserklärung Frankreichs wurden viele Familien aus den grenznahen Gebieten im Westen des Reichs in Karlburg einquartiert. Nach der Niederwerfung Frankreichs im Jahre 1940 konnten sie jedoch wieder in ihre Heimat zurückkehren. Karlburg hatte nach den Blitzsiegen Hitlers im Norden und Westen im Frühjahr 1940 immer noch keine Kriegsopfer zu beklagen. Kriegsgefangene aus Polen und Frankreich wurden in der Landwirtschaft als Arbeitskräfte eingesetzt und glichen somit den Verlust aus, den die von der Wehrmacht eingezogenen Männer hinterließen.
Drei Wochen nach Beginn des Unternehmens Barbarossa erhielt die allgemein gute Stimmung im Dorf einen herben Dämpfer: Mit Markus Köhler fiel am 13. Juli 1941 der erste Karlburger des Zweiten Weltkriegs. Bis zum Ende des Jahres gab es weitere Opfer, darunter die Brüder Ernst und Ludwig Ruppert sowie Wilhelm Ehrenfels. In den Kriegswintern ab 1941 wurden zusätzlich kurze Schulferien gegeben, da Mangel an Heizmaterial herrschte. 1943 wurden in Karlburg die Kirchenglocken abgehängt und zu Kriegszwecken eingeschmolzen. Bis zum Ende des Krieges hat Karlburg 93 Kriegstote zu beklagen, wovon 63 als offiziell gefallen gemeldet wurden und 30 als vermisst gelten.
Am 6. April rückten aus Wiesenfeld amerikanische Truppen auf das Dorf zu. Kilian Arnold ging ihnen mit der weißen Flagge entgegen und erklärte, dass Karlburg feindfrei sei. Durch sein Engagement konnten Schäden im Dorf vermieden werden.
In den Nachkriegsmonaten kurbelte die Nahrungsmittelknappheit den Schwarzmarkt im Dorf an. Tauschgeschäfte wie Nahrungsmittel gegen Kleidung waren verbreitet.
Die ersten freien Wahlen, nach dem Ende des 3. Reiches, am 27. Januar 1946 lieferten folgendes Ergebnis: Kilian Gold wird 1. Bürgermeister mit 261 Stimmen vor Alfons Gold, der 210 Stimmen bekam. Im Gemeinderat erhält die CSU 6 Sitze, die SPD 1 Sitz.
Die Einwohnerzahl des Dorfes stieg von 1939 bis 1946 von 1080 auf 1349, da viele Heimatvertriebene aus den deutschen Ostgebieten in Karlburg ein neues Zuhause gefunden haben.

## Eingemeindung
Am 1. Mai 1978 wurde die bis dahin selbständige Gemeinde Karlburg in die Kreisstadt Karlstadt eingegliedert.